# 豊原 (大奥女中)
豊原（とよはら、生没年不詳）は、江戸時代前期から中期の大奥女中（御年寄、のち上臈御年寄）。本名は不詳。江戸幕府5代将軍・徳川綱吉から7代将軍・徳川家継までの3代に渡って仕えた。

## 生涯
西洞院時成の娘として京都で生れた。幼少のころより後宮で仕えており、その才知を見込まれて10代で勾当内侍を勤めた経歴を持つ 。平内侍と称し、長らく東山天皇に仕えていたが、後に蟄居処分を受けて後宮を追われた（原因については人物を参照）。
元禄16年（1703年）、時の江戸城大奥の実力者であった右衛門佐の要請を受けて江戸へ下向し、その後継者として大奥に迎えられた。以前の蟄居の案件があったために、事前に霊元院と東山天皇の許可を得た上で下向したという。
豊原と称し、綱吉付き御年寄となった。宝永3年（1706年）に右衛門佐が没すると、その後を継いで筆頭老女（筆頭上臈御年寄）に就任。同6年（1709年）の綱吉逝去後も大奥に留まり、6代将軍・家宣、7代将軍・家継と、将軍付き筆頭老女を歴任した。
正徳5年（1715年）3月には姪の「やよ」を養女として大奥に迎え入れ、家継生母・月光院付きの小上臈とするなど 、権勢を保持し続けていたが、8代将軍・吉宗の時代に入ると次席であった常磐井（東園基量の娘）に筆頭老女の座を譲り、大奥から退いた。その後の消息は明らかとなっていない。

## 人物
- 正確な生年は不明であるが、近衛基煕の『基煕公記』元禄3年（1690年）5月8日の記録によれば、公称では16歳とも17歳とも言われているが、実際には15、6歳らしいと記している[5]。よって元禄3年に15歳であったと仮定すれば、江戸へ下向した同16年（1703年）には28歳になっていたはずである。
- 蟄居処分の原因についても詳細は明らかになってはいないが、上記の『基煕公記』の同日の記録（元禄3年5月8日条）によると、同年4月29日に長橋（勾当内侍であった頃の豊原）が禁中で突然髪を切り落とす暴挙に出たと記している。また、当時の宮廷は東山天皇の実母である上臈局（松木宗子、元禄2年に准后）が統率していたため、勾当内侍の実際の位置づけは高くはないとする見解もある[5]。